# ウィリー・スローワー
ウィリー・スローワー（Willie Thrower 1930年3月22日-2002年2月20日）はペンシルベニア州ピッツバーグ郊外のニューケンジントン出身のアメリカンフットボール選手。彼は近代フットボール（第二次世界大戦後）に最初に登場したアフリカ系アメリカ人のプロフットボール選手。1953年にNFLのシカゴ・ベアーズでQBとしてプレーした。
彼はビッグテン・カンファレンス最初のアフリカ系アメリカ人QBであり、ミシガン州立大学時代、1952年に全米チャンピオンになった。そしてシカゴ・ベアーズにドラフト外で入団し8500ドルで契約した。1953年10月18日にソルジャー・フィールドで行われた試合でジョージ・ブランダのリリーフとして出場を果たした。これは第二次世界大戦後初のアフリカ系アメリカ人QBの出場であった。彼は8回パスを投げて3回成功、27ヤードの獲得、インターセプト1回を喫し試合は28-35でベアーズが敗れた。
彼が試合に出たのはこの1試合だけでシーズン終了と共に契約は打ち切られ、その後15年間プロフットボールに出場するアフリカ系アメリカ人QBは現れず、1968年になって当時AFL所属だったデンバー・ブロンコスでマーリン・ブリスコーが出場を果たした。
彼はその後CFLのウィニペグ・ブルーボマーズやトロント、オンタリオ州のセミプロチームでプレーし、肩の負傷によって27歳の時にフットボール選手としてのキャリアを終えた。引退後はニューヨークでソーシャルワーカーとなり1960年代後半には子供たちのためのカウンセラーを行っている。
ABCによる彼の特集番組が放送されるまで彼の隣人たちはスローワーがNFL初のアフリカ系アメリカ人QBだという話を誰も信じていなかった。
2002年2月20日、心臓発作のため71歳で亡くなった。2006年に彼の功績を称える銅像がニューケンジントンのバレー高校に建てられた。式典が同校の9月に行われたフットボールの試合の際行われ、ピッツバーグ・スティーラーズのオーナー、ダン・ルーニー、アフリカ系アメリカ人QBとして初めてプロフットボール殿堂入りを果たしたウォーレン・ムーンによるスローワーを初めとして何人ものアフリカ系アメリカ人QBへの感謝の念をこめたスピーチが行われた。